# 100. Kongress der Vereinigten Staaten
Der 100. Kongress der Vereinigten Staaten bezeichnet die Legislaturperiode von Repräsentantenhaus und Senat in den Vereinigten Staaten zwischen dem 3. Januar 1987 und dem 3. Januar 1989.
Alle Abgeordneten des Repräsentantenhauses sowie ein Drittel der Senatoren (Klasse III) waren im November 1986 bei den Kongresswahlen gewählt worden. In beiden Kammern ergab sich eine Demokratische Mehrheit, die in Opposition zum Republikanischen Präsidenten Ronald Reagan stand. Der Kongress tagte in der amerikanischen Bundeshauptstadt Washington, D.C. Die Sitzverteilung im Repräsentantenhaus basierte auf der Volkszählung von 1980.

## Wichtige Ereignisse
Siehe auch 1987 und 1988
- 19. Oktober 1987: Der Schwarze Montag löst den ersten Börsenkrach nach dem Zweiten Weltkrieg aus.
- 18. November 1987: In der Iran-Contra-Affäre veröffentlicht der Kongress seinen Abschlussbericht, der Präsident Reagan für die Affäre verantwortlich macht.
- 8. November 1988: Präsidentschafts- und Kongresswahlen. George H. W. Bush wird neuer Präsident. Im Kongress verteidigen die Demokraten ihre Mehrheit in beiden Kammern.

## Die wichtigsten Gesetze
In den Sitzungsperioden des 102. Kongresses wurden unter anderem folgende Bundesgesetze verabschiedet (siehe auch: Gesetzgebungsverfahren):
- 2. April 1987 – Surface Transportation and Uniform Relocation Assistance Act,
- 22. Juli 1987 – McKinney-Vento Act
- 20. August 1987 – Malcolm Baldrige National Quality Award
- 29. September 1987 – Balanced Budget and Emergency Deficit Control Reaffirmation Act of 1987
- 7. Januar 1988 – Computer Security Act of 1987
- 22, März 1988 – Civil Rights Restoration Act of 1987
- 27. Juni 1988 – Supreme Court Case Selections Act of 1988,
- 1. Juli 1988 – Medicare Catastrophic Coverage Act
- 4. August 1988 – Worker Adjustment and Retraining Notification Act
- 10. August 1988 – Civil Liberties Act of 1988
- 13. Oktober 1988 – Family Support Act
- 17. Oktober 1988 – Indian Gaming Regulatory Act
- 24. Oktober 1988 – Health Maintenance Organization Amendments of 1988
- 25. Oktober 1988 – Department of Veterans Affairs Act
- 4. November 1988 – AIDS amendments of 1988
- 17. November 1988 – Water Resources Development Act of 1988
- 18. November 1988 – Anti-Drug Abuse Act of 1988

Außerdem wurde am 27. Mai 1988 der INF-Vertrag mit der Sowjetunion über die Vernichtung aller Flugkörper mit mittlerer und kürzerer Reichweite ratifiziert.

## Zusammensetzung nach Parteien

### Senat

Mehrheitsverhältnisse im Senat bei Eröffnung des 100. Kongresses
55 demokratische Senatoren
45 republikanische Senatoren

|                            | Partei (Schattierung zeigt Mehrheitspartei) | Partei (Schattierung zeigt Mehrheitspartei) | Total |   |
| -------------------------- | ------------------------------------------- | ------------------------------------------- | ----- | - |
|                            |                                             |                                             | Total |   |
| Demokraten                 | Republikaner                                | Vakant                                      | Total |   |
| Ende des 99. Kongresses    | 47                                          | 53                                          | 100   | 0 |
|                            |                                             |                                             |       |   |
| 100. Kongress Ende         | 54                                          | 45                                          | 99    | 1 |
| Beginn des 101. Kongresses | 55                                          | 45                                          | 100   | 0 |

### Repräsentantenhaus
|                            | Partei (Schattierung zeigt Mehrheitspartei) | Partei (Schattierung zeigt Mehrheitspartei) | Partei (Schattierung zeigt Mehrheitspartei) | Total |   |
| -------------------------- | ------------------------------------------- | ------------------------------------------- | ------------------------------------------- | ----- | - |
|                            |                                             |                                             |                                             | Total |   |
| Demokraten                 | Republikaner                                | Sonstige                                    | Vakant                                      | Total |   |
| Ende des 99. Kongresses    | 252                                         | 180                                         | 0                                           | 432   | 3 |
|                            |                                             |                                             |                                             |       |   |
| 100. Kongress Ende         | 258                                         | 177                                         | 0                                           | 432   | 3 |
| Beginn des 101. Kongresses | 251                                         | 183                                         | 0                                           | 434   | 1 |

Außerdem gab es noch fünf nicht stimmberechtigte Kongressdelegierte.

## Amtsträger

### Senat
- Präsident des Senats: George H. W. Bush (R)
- Präsident pro tempore: John C. Stennis (D)

#### Führung der Mehrheitspartei
- Mehrheitsführer: Robert Byrd (D)
- Mehrheitswhip: Alan Cranston (D)

#### Führung der Minderheitspartei
- Minderheitsführer: Bob Dole (R)
- Minderheitswhip: Alan Simpson (R)

### Repräsentantenhaus
- Sprecher des Repräsentantenhauses: Jim Wright (D)

#### Führung der Mehrheitspartei
- Mehrheitsführer: Tom Foley (D)
- Mehrheitswhip: Tony Coelho (D)

#### Führung der Minderheitspartei
- Minderheitsführer: Robert H. Michel (R)
- Minderheitswhip: Trent Lott (R)

## Senatsmitglieder
Im 100. Kongress vertraten folgende Senatoren ihre jeweiligen Bundesstaaten:
| Alabama - 2. Howell Heflin (D) - 3. Richard Shelby (D) Alaska - 2. Ted Stevens (R) - 3. Frank Murkowski (R) Arizona - 1. Dennis DeConcini (D) - 3. John McCain (R) Arkansas - 2. David Pryor (D) - 3. Dale Bumpers (D) Kalifornien - 1. Pete Wilson (R) - 3. Alan Cranston (D) Colorado - 2. William L. Armstrong (R) - 3. Tim Wirth (D) Connecticut - 1. Lowell P. Weicker, Jr. (R) - 3. Chris Dodd (D) Delaware - 1. William V. Roth (R) - 2. Joe Biden (D) Florida - 1. Lawton Chiles (D) - 3. Bob Graham (D) Georgia - 2. Sam Nunn (D) - 3. Wyche Fowler (D) Hawaii - 1. Spark Matsunaga (D) - 3. Daniel Inouye (D) Idaho - 2. James A. McClure (R) - 3. Steve Symms (R) Illinois - 2. Paul M. Simon (D) - 3. Alan J. Dixon (D) Indiana - 1. Richard Lugar (R) - 3. Dan Quayle (R) Iowa - 2. Tom Harkin (D) - 3. Chuck Grassley (R) Kansas - 2. Nancy Landon Kassebaum (R) - 3. Bob Dole (R) Kentucky - 2. Mitch McConnell (R) - 3. Wendell Ford (D) Louisiana - 2. Bennett Johnston (D) - 3. John Breaux (D) Maine - 1. George J. Mitchell (D) - 2. William Cohen (R) Maryland - 1. Paul Sarbanes (D) - 3. Barbara Mikulski (D) Massachusetts - 1. Edward Kennedy (D) - 2. John Kerry (D) Michigan - 1. Donald W. Riegle (D) - 2. Carl Levin (D) Minnesota - 1. David Durenberger (R) - 2. Rudy Boschwitz (R) Mississippi - 1. John C. Stennis (D) - 2. Thad Cochran (R) Missouri - 1. John Danforth (R) - 3. Kit Bond (R) | Montana - 1. John Melcher (D) - 2. Max Baucus (D) Nebraska - 1. Edward Zorinsky (D) bis zum 6. März 1987 - David Karnes (R) vom 11. März 1987 bis zum 8. November 1988 - 2. J. James Exon (D) Nevada - 1. Chic Hecht (R) - 3. Harry Reid (D) New Hampshire - 2. Gordon J. Humphrey (R) - 3. Warren Rudman (R) New Jersey - 1. Frank Lautenberg (D) - 2. Bill Bradley (D) New Mexico - 1. Jeff Bingaman (D) - 2. Pete Domenici (R) New York - 1. Daniel Patrick Moynihan (D) - 3. Al D’Amato (R) North Carolina - 2. Jesse Helms (R) - 3. Terry Sanford (D) North Dakota - 1. Quentin N. Burdick (D) - 3. Kent Conrad (D) Ohio - 1. Howard Metzenbaum (D) - 3. John Glenn (D) Oklahoma - 2. David L. Boren (D) - 3. Don Nickles (R) Oregon - 2. Mark Hatfield (R) - 3. Bob Packwood (R) Pennsylvania - 1. Henry John Heinz III (R) - 3. Arlen Specter (R) Rhode Island - 1. John Chafee (R) - 2. Claiborne Pell (D) South Carolina - 2. Strom Thurmond (R) - 3. Fritz Hollings (D) South Dakota - 2. Larry Pressler (R) - 3. Tom Daschle (D) Tennessee - 1. Jim Sasser (D) - 2. Al Gore (D) Texas - 1. Lloyd Bentsen (D) - 2. Phil Gramm (R) Utah - 1. Orrin Hatch (R) - 3. Jake Garn (R) Vermont - 1. Robert Stafford (R) - 3. Patrick Leahy (D) Virginia - 1. Paul S. Trible (R) - 2. John Warner (R) Washington - 1. Daniel J. Evans (R) - 3. Brockman Adams (D) West Virginia - 1. Robert Byrd (D) - 2. Jay Rockefeller (D) Wisconsin - 1. William Proxmire (D) - 3. Bob Kasten (R) Wyoming - 1. Malcolm Wallop (R) - 2. Alan K. Simpson (R) |

## Mitglieder des Repräsentantenhauses
Folgende Kongressabgeordnete vertraten im 100. Kongress die Interessen ihrer jeweiligen Bundesstaaten:
| Alabama 7 Wahlbezirke - 1. Sonny Callahan (R) - 2. William Louis Dickinson (R) - 3. Bill Nichols (D) bis zum 13. Dezember 1988 - 4. Tom Bevill (D) - 5. Ronnie Flippo (D) - 6. Ben Erdreich (D) - 7. Claude Harris, Jr. (D) Alaska Staatsweite Wahl - Don Young (R) Arizona 5 Wahlbezirke - 1. John Jacob Rhodes III (R) - 2. Mo Udall (D) - 3. Bob Stump (R) - 4. Jon Kyl (R) - 5. Jim Kolbe (R) Arkansas 4 Wahlbezirke - 1. William Vollie Alexander (D) - 2. Tommy F. Robinson (D) - 3. John Paul Hammerschmidt (R) - 4. Beryl Anthony, Jr. (D) Kalifornien 45 Wahlbezirke - 1. Douglas H. Bosco (D) - 2. Wally Herger (R) - 3. Bob Matsui (D) - 4. Victor H. Fazio (D) - 5. Sala Burton (D) bis zum 1. Februar 1987 - Nancy Pelosi (D) ab dem 2. Juni 1987 - 6. Barbara Boxer (D) - 7. George Miller (D) - 8. Ron Dellums (D) - 9. Pete Stark (D) - 10. Don Edwards (D) - 11. Tom Lantos (D) - 12. Ernie Konnyu (R) - 13. Norman Mineta (D) - 14. Norman D. Shumway (R) - 15. Tony Coelho (D) - 16. Leon Panetta (D) - 17. Charles Pashayan (R) - 18. Richard H. Lehman (D) - 19. Robert J. Lagomarsino (R) - 20. Bill Thomas (R) - 21. Elton Gallegly (R) - 22. Carlos Moorhead (R) - 23. Anthony C. Beilenson (D) - 24. Henry Waxman (D) - 25. Edward R. Roybal (D) - 26. Howard Berman (D) - 27. Mel Levine (D) - 28. Julian C. Dixon (D) - 29. Augustus F. Hawkins (D) - 30. Matthew G. Martínez (D) - 31. Mervyn M. Dymally (D) - 32. Glenn M. Anderson (D) - 33. David Dreier (R) - 34. Esteban Edward Torres (D) - 35. Jerry Lewis (R) - 36. George Brown Jr. (D) - 37. Al McCandless (R) - 38. Bob Dornan (R) - 39. William E. Dannemeyer (R) - 40. Robert Badham (R) - 41. William David Lowery (R) - 42. Dan Lungren (R) - 43. Ron Packard (R) - 44. Jim Bates (D) - 45. Duncan Hunter (R) Colorado 6 Wahlbezirke - 1. Patricia Schroeder (D) - 2. David Skaggs (D) - 3. Ben Nighthorse Campbell (D) - 4. Hank Brown (R) - 5. Joel Hefley (R) - 6. Daniel Schaefer (R) Connecticut 6 Wahlbezirke - 1. Barbara B. Kennelly (D) - 2. Sam Gejdenson (D) - 3. Bruce Morrison (D) - 4. Stewart McKinney (R) bis zum 7. Mai 1987 - Christopher Shays (R) ab dem 18. August 1987 - 5. John G. Rowland (R) - 6. Nancy Johnson (R) Delaware Staatsweite Wahl - Tom Carper (D) Florida 19 Wahlbezirke - 1. Earl Dewitt Hutto (D) - 2. James W. Grant (D) - 3. Charles Edward Bennett (D) - 4. William V. Chappell (D) - 5. Bill McCollum (R) - 6. Buddy MacKay (D) - 7. Sam Gibbons (D) - 8. Bill Young (R) - 9. Michael Bilirakis (R) - 10. Andy Ireland (R) - 11. Bill Nelson (D) - 12. Tom Lewis (R) - 13. Connie Mack III (R) - 14. Daniel A. Mica (D) - 15. E. Clay Shaw (R) - 16. Lawrence J. Smith (D) - 17. William Lehman (D) - 18. Claude Pepper (D) - 19. Dante Fascell (D) Georgia 10 Wahlbezirke - 1. Lindsay Thomas (D) - 2. Charles Floyd Hatcher (D) - 3. Richard Ray (D) - 4. Pat Swindall (R) - 5. John Lewis (D) - 6. Newt Gingrich (R) - 7. George Darden (D) - 8. J. Roy Rowland (D) - 9. Ed Jenkins (D) - 10. Doug Barnard (D) Hawaii 2 Wahlbezirke - 1. Pat Saiki (R) - 2. Daniel Akaka (D) Idaho 2 Wahlbezirke - 1. Larry Craig (R) - 2. Richard H. Stallings (D) Illinois 22 Wahlbezirke - 1. Charles Hayes (D) - 2. Gus Savage (D) - 3. Marty Russo (D) - 4. Jack Davis (R) - 5. Bill Lipinski (D) - 6. Henry Hyde (R) - 7. Cardiss Collins (D) - 8. Dan Rostenkowski (D) - 9. Sidney R. Yates (D) - 10. John Edward Porter (R) - 11. Frank Annunzio (D) - 12. Phil Crane (R) - 13. Harris W. Fawell (R) - 14. Dennis Hastert (R) - 15. Edward Rell Madigan (R) - 16. Lynn Morley Martin (R) - 17. Lane Evans (D) - 18. Robert H. Michel (R) - 19. Terry L. Bruce (D) - 20. Dick Durbin (D) - 21. Charles Melvin Price (D) bis zum 22. April 1988 - Jerry Costello (D) ab dem 9. August 1988 - 22. Kenneth J. Gray (D) Indiana 10 Wahlbezirke - 1. Pete Visclosky (D) - 2. Philip R. Sharp (D) - 3. John P. Hiler (R) - 4. Dan Coats (R) - 5. Jim Jontz (D) - 6. Dan Burton (R) - 7. John T. Myers (R) - 8. Frank McCloskey (D) - 9. Lee H. Hamilton (D) - 10. Andrew Jacobs Jr. (D) Iowa 6 Wahlbezirke - 1. Jim Leach (R) - 2. Tom Tauke (R) - 3. David R. Nagle (D) - 4. Neal Edward Smith (D) - 5. Jim Ross Lightfoot (R) - 6. Fred Grandy (R) Kansas 5 Wahlbezirke. - 1. Pat Roberts (R) - 2. Jim Slattery (D) - 3. Jan Meyers (R) - 4. Dan Glickman (D) - 5. Bob Whittaker (R) Kentucky 7 Wahlbezirke - 1. Carroll Hubbard (D) - 2. William Huston Natcher (D) - 3. Romano L. Mazzoli (D) - 4. Jim Bunning (R) - 5. Hal Rogers (R) - 6. Larry Hopkins (R) - 7. Carl C. Perkins (D) Louisiana 8 Wahlbezirke - 1. Bob Livingston (R) - 2. Lindy Boggs (D) - 3. Billy Tauzin (D) - 4. Buddy Roemer (D) bis zum 14. März 1988 - Jim McCrery (R) ab dem 16. April 1988 - 5. Jerry Huckaby (D) - 6. Richard H. Baker (R) - 7. Jimmy Hayes (D) - 8. Clyde C. Holloway (R) Maine 2 Wahlbezirke - 1. Joseph E. Brennan (D) - 2. Olympia Snowe (R) Maryland 8 Wahlbezirke - 1. Roy Dyson (D) - 2. Helen Delich Bentley (R) - 3. Ben Cardin (D) - 4. Charles Thomas McMillen (D) - 5. Steny Hoyer (D) - 6. Beverly Byron (D) - 7. Kweisi Mfume (D) - 8. Connie Morella (R) Massachusetts 11 Wahlbezirke - 1. Silvio O. Conte (R) - 2. Edward Boland (D) - 3. Joseph D. Early (D) - 4. Barney Frank (D) - 5. Chester G. Atkins (D) - 6. Nicholas Mavroules (D) - 7. Ed Markey (D) - 8. Joseph Patrick Kennedy II (D) - 9. Joe Moakley (D) - 10. Gerry Studds (D) - 11. Brian J. Donnelly (D) Michigan 18 Wahlbezirke - 1. John Conyers (D) - 2. Carl Pursell (R) - 3. Howard Wolpe (D) - 4. Fred Upton (R) - 5. Paul B. Henry (R) - 6. Milton Robert Carr (D) - 7. Dale E. Kildee (D) - 8. J. Bob Traxler (D) - 9. Guy Vander Jagt (R) - 10. Bill Schuette (R) - 11. Robert William Davis (R) - 12. David E. Bonior (D) - 13. George W. Crockett (D) - 14. Dennis M. Hertel (D) - 15. William D. Ford (D) - 16. John Dingell Jr. (D) - 17. Sander M. Levin (D) - 18. William Broomfield (R) Minnesota 8 Wahlbezirke - 1. Tim Penny (DFL= Democratic Farmer Labor Party) - 2. Vin Weber (R) - 3. Bill Frenzel (R) - 4. Bruce Vento (DFL) - 5. Martin Olav Sabo (DFL) - 6. Gerry Sikorski (DFL) - 7. Arlan Stangeland (R) - 8. Jim Oberstar (DFL) Mississippi 5 Wahlbezirke - 1. Jamie L. Whitten (D) - 2. Mike Espy (D) - 3. Sonny Montgomery (D) - 4. Wayne Dowdy (D) - 5. Trent Lott (R) | Missouri 9 Wahlbezirke - 1. Bill Clay (D) - 2. Jack Buechner (R) - 3. Dick Gephardt (D) - 4. Ike Skelton (D) - 5. Alan Wheat (D) - 6. Earl Thomas Coleman (R) - 7. Gene Taylor (R) - 8. Bill Emerson (R) - 9. Harold Volkmer (D) Montana 2 Wahlbezirke - 1. John Patrick Williams (D) - 2. Ron Marlenee (R) Nebraska 3 Wahlbezirke - 1. Doug Bereuter (R) - 2. Hal Daub (R) - 3. Virginia Smith (R) Nevada 2. Wahlbezirkel - 1. James Bilbray (D) - 2. Barbara Vucanovich (R) New Hampshire 2 Wahlbezirke - 1. Robert C. Smith (R) - 2. Judd Gregg (R) New Jersey 14 Wahlbezirke - 1. James Florio (D) - 2. William J. Hughes (D) - 3. James J. Howard (D) bis zum 25. März 1988 - Frank Pallone (D) ab dem 8. November 1988 - 4. Chris Smith (R) - 5. Marge Roukema (R) - 6. Bernard J. Dwyer (D) - 7. Matthew John Rinaldo (R) - 8. Robert A. Roe (D) - 9. Robert Torricelli (D) - 10. Peter Wallace Rodino (D) - 11. Dean Gallo (R) - 12. Jim Courter (R) - 13. Jim Saxton (R) - 14. Frank Joseph Guarini (D) New Mexico 3 Wahlbezirke - 1. Manuel Lujan (R) - 2. Joe Skeen (R) - 3. Bill Richardson (D) New York 34 Wahlbezirke - 1. George J. Hochbrueckner (D) - 2. Thomas Downey (D) - 3. Robert Mrazek (D) - 4. Norman F. Lent (R) - 5. Raymond J. McGrath (R) - 6. Floyd H. Flake (D) - 7. Gary Ackerman (D) - 8. James H. Scheuer (D) - 9. Thomas J. Manton (D) - 10. Charles Schumer (D) - 11. Ed Towns (D) - 12. Major Owens (D) - 13. Stephen J. Solarz (D) - 14. Guy Molinari (R) - 15. Bill Green (R) - 16. Charles B. Rangel (D) - 17. Theodore S. Weiss (D) - 18. Robert García (D) - 19. Mario Biaggi (D) bis zu 5. August 1988 - 20. Joseph J. DioGuardi (R) - 21. Hamilton Fish IV (R) - 22. Benjamin A. Gilman (R) - 23. Samuel S. Stratton (D) - 24. Gerald B. H. Solomon (R) - 25. Sherwood Boehlert (R) - 26. David O’Brien Martin (R) - 27. George C. Wortley (R) - 28. Matthew F. McHugh (D) - 29. Frank Horton (R) - 30. Louise Slaughter (D) - 31. Jack Kemp (R) - 32. John J. LaFalce (D) - 33. Henry J. Nowak (D) - 34. Amo Houghton (R) North Carolina 11 Wahlbezirke - 1. Walter B. Jones Sr. (D) - 2. Tim Valentine (D) - 3. Martin Lancaster (D) - 4. David Price (D) - 5. Stephen L. Neal (D) - 6. Howard Coble (R) - 7. Charles Grandison Rose (D) - 8. Bill Hefner (D) - 9. Alex McMillan (R) - 10. Cass Ballenger (R) - 11. James M. Clarke (D) North Dakota 1 Wahlbezirk (staatsweit) - 1. Byron Dorgan (D) Ohio 21 Wahlbezirke - 1. Tom Luken (D) - 2. Bill Gradison (R) - 3. Tony Hall (D) - 4. Michael Oxley (R) - 5. Del Latta (R) - 6. Bob McEwen (R) - 7. Mike DeWine (R) - 8. Buz Lukens (R) - 9. Marcy Kaptur (D) - 10. Clarence E. Miller (R) - 11. Dennis E. Eckart (D) - 12. John Kasich (R) - 13. Don Pease (D) - 14. Thomas C. Sawyer (D) - 15. Chalmers Wylie (R) - 16. Ralph Regula (R) - 17. James Traficant (D) - 18. Douglas Applegate (D) - 19. Ed Feighan (D) - 20. Mary Rose Oakar (D) - 21. Louis Stokes (D) Oklahoma 6 Wahlbezirke - 1. Jim Inhofe (R) - 2. Mike Synar (D) - 3. Wes Watkins (D) - 4. Dave McCurdy (D) - 5. Mickey Edwards (R) - 6. Glenn English (D) Oregon 5 Wahlbezirke - 1. Les AuCoin (D) - 2. Robert Freeman Smith (R) - 3. Ron Wyden (D) - 4. Peter DeFazio (D) - 5. Denny Smith (R) Pennsylvania 23 Wahlbezirke - 1. Thomas M. Foglietta (D) - 2. William H. Gray (D) - 3. Robert A. Borski (D) - 4. Joseph P. Kolter (D) - 5. Richard T. Schulze (R) - 6. Gus Yatron (D) - 7. Curt Weldon (R) - 8. Peter H. Kostmayer (D) - 9. Bud Shuster (R) - 10. Joseph M. McDade (R) - 11. Paul E. Kanjorski (D) - 12. John Murtha (D) - 13. Lawrence Coughlin (R) - 14. William J. Coyne (D) - 15. Donald L. Ritter (R) - 16. Robert Smith Walker (R) - 17. George Gekas (R) - 18. Doug Walgren (D) - 19. William F. Goodling (R) - 20. Joseph M. Gaydos (D) - 21. Tom Ridge (R) - 22. Austin Murphy (D) - 23. William F. Clinger (R) Rhode Island 2 Wahlbezirke - 1. Fernand St. Germain (D) - 2. Claudine Schneider (R) South Carolina 6 Wahlbezirke. - 1. Arthur Ravenel (R) - 2. Floyd Spence (R) - 3. Butler Derrick (D) - 4. Liz J. Patterson (D) - 5. John Spratt (D) - 6. Robin Tallon (D) South Dakota 1 Wahlbezirk (staatsweit) - 1. Tim Johnson (D) Tennessee 9 Wahlbezirke - 1. Jimmy Quillen (R) - 2. John Duncan Sr. (R) bis zum 21. Juni 1988 - Jimmy Duncan (R) ab dem 8. November 1988 - 3. Marilyn Lloyd (D) - 4. Jim Cooper (D) - 5. Bill Boner (D) bis zum 5. Oktober 1987 - Bob Clement (D) ab dem 19. Januar 1988 - 6. Bart Gordon (D) - 7. Don Sundquist (R) - 8. Ed Jones (D) - 9. Harold Ford Sr. (D) Texas 27 Wahlbezirke - 1. Jim Chapman (D) - 2. Charlie Wilson (D) - 3. Steve Bartlett (R) - 4. Ralph Hall (D) - 5. John Wiley Bryant (D) - 6. Joe Barton (R) - 7. William Archer Jr. (R) - 8. Jack Fields (R) - 9. Jack Bascom Brooks (D) - 10. J. J. Pickle (D) - 11. Marvin Leath (D) - 12. Jim Wright (D) - 13. Beau Boulter (R) - 14. Mac Sweeney (R) - 15. Kika de la Garza (D) - 16. Ronald D. Coleman (D) - 17. Charles Stenholm (D) - 18. Mickey Leland (D) - 19. Larry Combest (R) - 20. Henry B. Gonzalez (D) - 21. Lamar S. Smith (R) - 22. Tom DeLay (R) - 23. Albert Bustamante (D) - 24. Martin Frost (D) - 25. Michael A. Andrews (D) - 26. Dick Armey (R) - 27. Solomon P. Ortiz (D) Utah 3 Wahlbezirke - 1. James V. Hansen (R) - 2. Wayne Owens (D) - 3. Howard C. Nielson (R) Vermont 1 Wahlbezirk (staatsweit) - 1. Jim Jeffords (R) Virginia 10 Wahlbezirke - 1. Herbert H. Bateman (R) - 2. Owen B. Pickett (D) - 3. Thomas J. Bliley (R) - 4. Norman Sisisky (D) - 5. Dan Daniel (D) bis zum 23. Januar 1988 - Lewis F. Payne (D) ab dem 14. Juni 1988 - 6. Jim Olin (D) - 7. D. French Slaughter (R) - 8. Stanford Parris (R) - 9. Rick Boucher (D) - 10. Frank Wolf (R) Washington 8 Wahlbezirke - 1. John Ripin Miller (R) - 2. Al Swift (D) - 3. Don Bonker (D) - 4. Sid Morrison (R) - 5. Tom Foley (D) - 6. Norman D. Dicks (D) - 7. Mike Lowry (D) - 8. Rod Chandler (R) West Virginia 4 Wahlbezirke - 1. Alan Mollohan (D) - 2. Harley Staggers Jr. (D) - 3. Bob Wise (D) - 4. Nick Rahall (D) Wisconsin 9 Wahlbezirke - 1. Les Aspin (D) - 2. Robert Kastenmeier (D) - 3. Steven Gunderson (R) - 4. Jerry Kleczka (D) - 5. Jim Moody (D) - 6. Tom Petri (R) - 7. Dave Obey (D) - 8. Toby Roth (R) - 9. Jim Sensenbrenner (R) Wyoming Staatsweite Wahlen - Dick Cheney (R) |

Nicht stimmberechtigte Mitglieder im Repräsentantenhaus:
- Amerikanisch-Samoa
  - Fofó Iosefa Fiti Sunia (D) bis zum 6. September 1988
- District of Columbia
  - Walter E. Fauntroy (D)
- Guam
  - Vicente T. Blaz (R)
- Puerto Rico:
  - Jaime Fuster
- Amerikanische Jungferninseln
  - Ron de Lugo (D)